# Copiii minune (1982)
Copiii minune este un film românesc din 1982 regizat de Florica Holban.